# Elisabeth von Oertzen

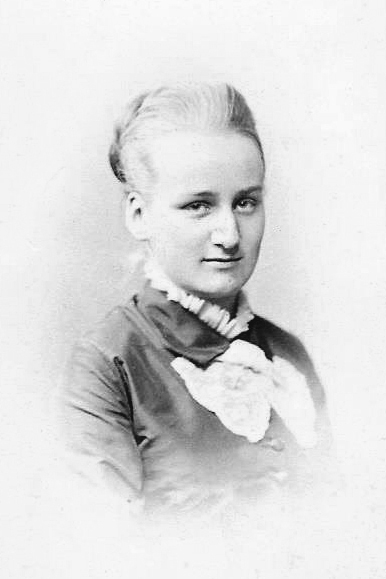
Elisabeth von Oertzen

Elisabeth von Oertzen, geborene von Thadden (* 19. Juli 1860 in Trieglaff; † 29. April 1944 in Dorow) war eine deutsche Schriftstellerin, die pommersche Heimatgeschichten schrieb.

## Familie
Elisabeth von Oertzen entstammt dem pommerschen Adelsgeschlecht von Thadden. Sie war die älteste Tochter von Reinhold von Thadden (1825–1903) und seiner Frau Marie, geb. Witte (1834–1922). Sie hatte einen älteren Bruder Adolf von Thadden (1858–1932), Landrat des Kreises Greifenberg, sowie drei Schwestern. Ihr Großvater väterlicherseits war der preußische Konservative Adolf von Thadden-Trieglaff (1796–1882), der in der pommerschen Erweckungsbewegung eine zentrale Rolle spielte. Ihr Großvater mütterlicherseits war der Hallenser Professor Karl Witte (1800–1883), der als „Lochauer Wunderkind“ und Danteforscher bekannt geworden war. 1890 heiratete sie Karl von Oertzen (1855–1907), Besitzer des Gutes Dorow, Kreis Regenwalde. Aus dieser Ehe gingen ein Sohn Günther von Oertzen (1891–1918), der als Fliegerleutnant 1918 fiel, und fünf Töchter hervor.

## Leben

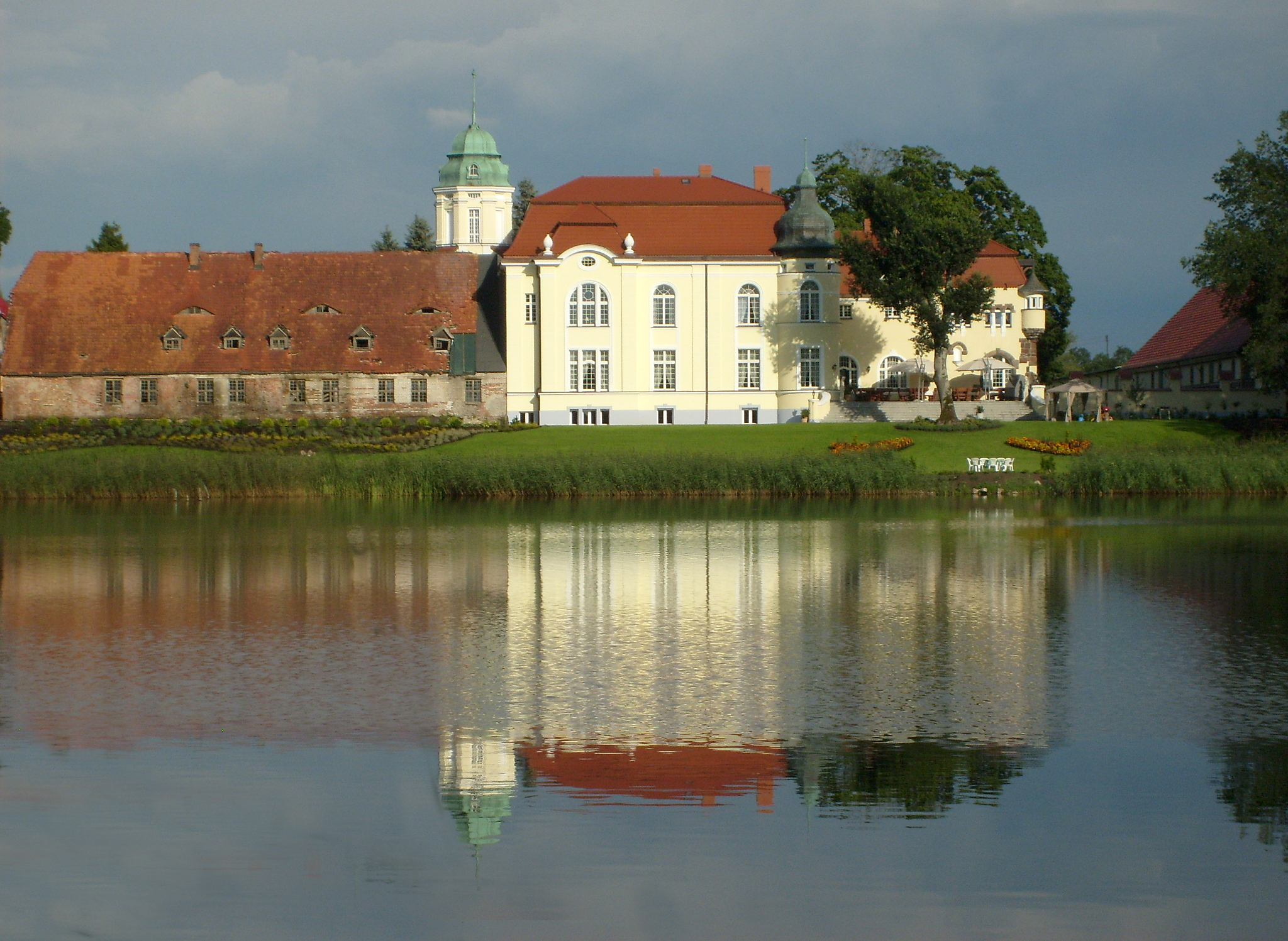
Schloss Trieglaff

Ihre Kindheit und Jugend verbrachte sie auf den elterlichen Gütern Batzwitz und Trieglaff, Kreis Greifenberg. Bereits als junges Mädchen hatte sie die Möglichkeit, Reisen nach Frankreich, Italien und in die Schweiz zu unternehmen. In diese Zeit fielen auch ihre ersten schriftstellerischen Versuche. Unter dem Pseudonym Elisabeth Gruchow schrieb sie Geschichten für Kinder, die in den damals sehr bekannten, von Thekla von Gumpert herausgegebenen Periodika „Herzblättchen“ und „Töchteralbum“ gedruckt wurden. Eine kurze Ausbildung im Diakonissen-Mutterhaus St. Elisabeth in Berlin gab ihr Einblicke in das soziale Elend der Großstädte.

Gutshaus Dorow (vor 1900)

Nach ihrer Heirat widmete sie sich voll ihren neuen Aufgaben als Mutter und Gutsfrau in Dorow. Zugleich war sie über ihre engere Heimat hinaus sozialpolitisch engagiert: Insbesondere beschäftigte sie sich mit den Problemen des Kinderschutzes und der Reformpädagogik. 1897 rief sie zusammen mit gleichgesinnten Frauen zur Gründung eines Kinderschutzvereins auf – einem Vorläufer des heutigen Kinderschutzbundes. Sie sammelte Unterschriften für eine von ihr verfasste Petition an den Reichstag, in der eine verbesserte Kinderschutzgesetzgebung gefordert wurde. Die Petition mit 6500 Unterschriften wurde am 4. Mai 1899 in der Petitionskommission und am 16. Juni 1899 im Plenum des Reichstages behandelt und dem Reichskanzler als Material überwiesen. Vehement setzte sich Elisabeth von Oertzen für eine „Kinderstubenreform“ und gegen die „Prügelpädagogik“ ein. Ihre Reformideen fasste sie in einem 1906 erschienenen Buch „Mütterliche Reformgedanken“ zusammen. Während des Ersten Weltkrieges unterstützte sie die Aktion „Landaufenthalt für Stadtkinder“ durch eine Schrift „Schattenkinder – Sonnenkinder“, um die Hungersnot in den Städten zu mildern, unter der vor allem auch Kinder litten.
Ihre eigentliche literarische Tätigkeit begann Elisabeth von Oertzen 1901 mit dem Buch „Entenrike und andere hinterpommersche Geschichten“. Durch dieses Buch, das in vielen Auflagen, zuletzt 1967 erschien, wurde sie weit über ihre engere Heimat als eine Meisterin der Beschreibung pommerschen Dorflebens bekannt. Ihr gebührt das Verdienst, dabei das in den Dialogen verwendete Pommersche Platt einem breiteren Leserkreis nähergebracht zu haben. Es folgten bis 1930 weitere Bücher mit pommerschen Geschichten, darunter ein Buch über ihre Kindheit (Der goldene Morgen, 1913) und ein Buch über die Kindheit ihrer eigenen sechs Kinder (Über Hecken und Zäune, 1922). (Weitere Werke siehe Werkeverzeichnis.)
Elisabeth von Oertzen verstand ihre Arbeit als Schriftstellerin allerdings nur als Nebentätigkeit. In erster Linie sah sie sich als Gutsfrau. Nach dem frühen Tod ihres Mannes 1907 ruhte die Verantwortung für die Bewirtschaftung des Gutes voll bei ihr. Erst seit 1922 wurde sie durch ihren Schwiegersohn Otto von der Linde unterstützt, der den Betrieb ab 1929 pachtete. Als Gutsfrau sah sie es als ihre Pflicht an, sich um alle Dorfbewohner zu kümmern. Darüber hinaus beeinflusste sie das Dorfleben von Dorow durch Laienspiel, Sport und Musik.

## Werke (Auswahl)
- Entenrike und andere hinterpommersche Geschichten. 1901.
- Der Strandbauernhof. 1902.
- Meine Kuh und andere Geschichten. 1903.
- Mütterliche Reformgedanken. 1906.
- Die ollen vielen Jungs und andere Geschichten. 1909.
- Sie und ihre Kinder : Erzählung aus dem hinterpommerschen Landleben. 1911.
- Der Witwer, eine hinterpommersche Geschichte. 1913
- Der goldene Morgen. Jugenderinnerungen. 1913.
- Wir auf dem Lande. Hinterpommersche Bilder aus der Kriegszeit. 1916
- Schattenkinder – Sonnenkinder. Ein Werberuf: Großstadtkinder aufs Land! 1917
- Über Hecken und Zäune. 1922.
- Heinz Pottin und andere Erzählungen. 1924
- Kikakü und andere hinterpommersche Geschichten. 1930